# 4-Nitroanilina
4-Nitroanilina, também conhecida como para-nitroanilina, p-nitroanilina ou ainda 4-nitrobenzenamina, é um composto químico de fórmula C6H6N2O2. Pode ser definida como uma anilina acrescida de um grupo funcional nitro na posição 4, ou ainda como um nitrobenzeno acrescido de um grupo funcional amina na posição para.

## Síntese
Abaixo está um exemplo de síntese da p-nitroanilina a partir da anilina. O passo chave nesta sequência de reações é uma substituição eletrofílica aromática para agregar o grupo nitro em posição "para" ao grupo amino. Após esta reação, uma separação deve ser realizada para remover a 2-nitroanilina, a qual é também formada em uma pequena quantidade durante a reação.

## Aplicações
Esta substância é normalmente usada como um intermediário na síntese de corantes, oxidantes, fármacos (em veterinária, em medicamentos para aves domésticas), em gasolina (como um inibidor da formação de gomas) e como um inibidor de corrosão.
A 4-nitroaniline é um intermediário para a síntese de vermelho para, o primeiro corante azoico:

Síntese de vermelho para.